# Романков (Киевская область)
Романков (укр. Романків) — село, входит в Обуховский район Киевской области Украины.
Население по переписи 2001 года составляло 67 человек. Почтовый индекс — 08710. Телефонный код — 4572. Занимает площадь 0,008 км². Код КОАТУУ — 3223186803.

## Местный совет
08710, Київська обл., Обухівський р-н, с. Підгірці, вул. Васильківська, 39

## Гидрогеологические особенности
Из всех доступных в данной локации водоносных горизонтов единственным на 100 % защищённым от поверхностных загрязнений является водоносный горизонт Юрских отложений. Скважины, пробурённые на него, имеют глубины порядка 170—190 м.